# Corod, Galați
Corod este satul de reședință al comunei cu același nume din județul Galați, Moldova, România.

## Atestare documentară
Localitatea Corod este atestată documentar din anul 1438, în urma atribuirii de către voievozii Iliaș și Ștefan, lui Mihăilă Oțel Pisarul, pe lângă alte domenii întinse din Moldova și Basarabia, și porțiunea de loc pustiu situat pe pârâul Corod, luând numele de Otălești, ulterior fiindu-i atribuite și alte denumiri ca: Săpunarii, Cobulenii, Găgești, Movileni (adică așezarea de lângă, sau din jurul celor trei movile) și în cele din urmă Corod, denumire păstrată până astăzi.
Această denumire vine de la așezarea localității în lungul albiei pârâului Corozel care, izvorăște din pădurea Cernătești de lângă Fundeanu, apoi adună afluenții: Nicorița, Burdușanu, Tăplău, pârâul Morii precum și apa câtorva iazuri și izvoare, traversând spre sud-vest localitățile componente ale comunei: Brătulești, Blânzi și Cărăpcești.
 Acest articol despre o localitate din județul Galați este deocamdată un ciot. Puteți ajuta Wikipedia prin completarea lui.